# Giuseppe Maria Orlandini
Giuseppe Maria Orlandini (ur. 19 marca 1675 lub 4 kwietnia 1676 we Florencji, zm. 24 października 1760 tamże) – włoski kompozytor.

## Życiorys
Przypuszczalnie był uczniem Domenico Scorpionego. Od 1711 roku pozostawał w służbie na dworze książąt toskańskich we Florencji. W latach 1717–1731 przebywał w Bolonii, gdzie poślubił śpiewaczkę Marię Buonavia. Po powrocie do Florencji był kapelmistrzem nadwornym, pełnił też funkcję kapelmistrza w katedrze Santa Maria del Fiore (1732–1760) i kościele Orsanmichele (1734–1757).

## Twórczość
Za życia cieszył się dużą popularnością, jego dzieła wystawiano na scenach włoskich oraz w innych krajach europejskich (Londyn, Paryż, Hamburg, Petersburg). Tworzył opery zarówno w gatunku seria, jak i buffa. Jego talent dramatyczny cenili Giovanni Battista Martini, Johann Mattheson i Charles Burney. Korzystał m.in. z librett Pietra Metastasia i Apostolo Zeno. Twórczość Orlandiniego reprezentuje styl galant, widoczny zwłaszcza w podkreśleniu roli głosu wokalnego przy ograniczeniu roli akompaniamentu i uproszczeniu środków harmonicznych.

## Kompozycje
(na podstawie materiałów źródłowych)

### Opery
- Artaserse (wyst. Neapol 1708)
- L’amor generoso (wyst. Pratolino 1708)
- L’odio e Vamove (wyst. Genua 1709)
- La fede tradita e vendicata (wyst. Genua 1709)
- Ataulfo re de’Goti, ovvero La forza della virtù (wyst. Rzym 1712)
- L’innocenza difesa (wyst. Ferrara 1712)
- Teuzzone (wyst. Ferrara 1712)
- Carlo, re d’Alemagna (wyst. Bolonia 1713)
- Nerone fatto Cesare (wyst. Wenecja 1715)
- Amore e maesta (wyst. Florencja 1715, wersja zrewid. pt. Arsace wyst. Londyn 1721)
- I veri amid (wyst. Neapol 1715)
- Griselda, ovvero La virtù al cimento (wyst. Brescia 1716)
- La Merope (wyst. Bolonia 1717)
- Lucio Papiri (wyst. Neapol 1717)
- Antigona (wyst. Wenecja 1718, wersja zrewid. pt.  La fedeltà coronata wyst. Bolonia 1727)
- Le amazoni vinte da Ercole (wyst. Reggio Emilia 1718)
- Ifigenia in Tauride (wyst. Wenecja 1719)
- Il carciere di se stesso (wyst. Turyn 1719)
- Paride (wyst. Wenecja 1720)
- Il  Farasmene (wyst. Bolonia 1720, wersja zrewid. pt. L’amor tirannico wyst. Pesaro 1722)
- Nerone (wyst. Hamburg 1720)
- Nino (wyst. Rzym 1722)
- Semiramide (wyst. Turyn 1722)
- Ormisda (wyst. Bolonia 1722)
- Alessandro Severo (wyst. Mediolan 1723)
- L’Oronta (wyst. Mediolan 1724)
- Berenice (wyst. Wenecja 1725)
- Adelaide (wyst. Genua 1726)
- La fida ninfa (wyst. Wenecja 1730)
- Massimiano (wyst. Wenecja 1731)
- Ifigenia in Aulide (wyst. Florencja 1732)
- Temistocle (wyst. Florencja 1737)
- Le nozze di Perseo e Andromeda (wyst. Florencja 1738)
- Arianna (wyst. Florencja 1739)
- Venceslao (wyst. Florencja 1741)
- Vologeso re de’Parti (wyst. Florencja 1742)
- Lo scialacquatore (wyst. Florencja 1744)

### Intermezza
- Madama Dulcinea e il cuoco del Marchese del Bosco, ovvero La preziosa ridicola (wyst. Rzym 1712)
- Lisetta e Delfo (wyst. Rzym 1713)
- Il Marito giocatore e la moglie becchatona (wyst. Rzym 1719)
- Melinda e Tiburzio (wyst. Wenecja 1721, wersja zrewid. pt. La Donna nobile wyst. Wenecja 1730)
- Il bottegaro gentiluomo, ovvero Larinda e Vanesio (wyst. Florencja 1721)
- L’Ammalato immaginario (wyst. Florencja 1725)
- Un vecchio innamorato (wyst. Florencja 1732)
- Porsugnacco e Grilletta (wyst. Mediolan 1727)
- Grullo e Moschetta (wyst. Wenecja 1725)
- Il Marito geloso (wyst. Petersburg 1734)
- Balbo e Dalisa (wyst. Rzym 1740)